# William Henry Johnston
Pour les articles homonymes, voir Johnston.
Ne doit pas être confondu avec William Henry Johnson.
William Henry Johnston, né le 21 décembre 1879 à Leith et mort le 8 juin 1915 à Ypres, est un militaire britannique, récipiendaire de la Croix de Victoria pendant la Première Guerre mondiale.
Johnston est capitaine puis major dans la 59e compagnie des Royal Engineers dans l'armée britannique. Il est décoré pour acte de bravoure lors de la course à la mer.
Sa Croix de Victoria est exposée au Royal Engineers Museum (en).